# Bejun Mehta

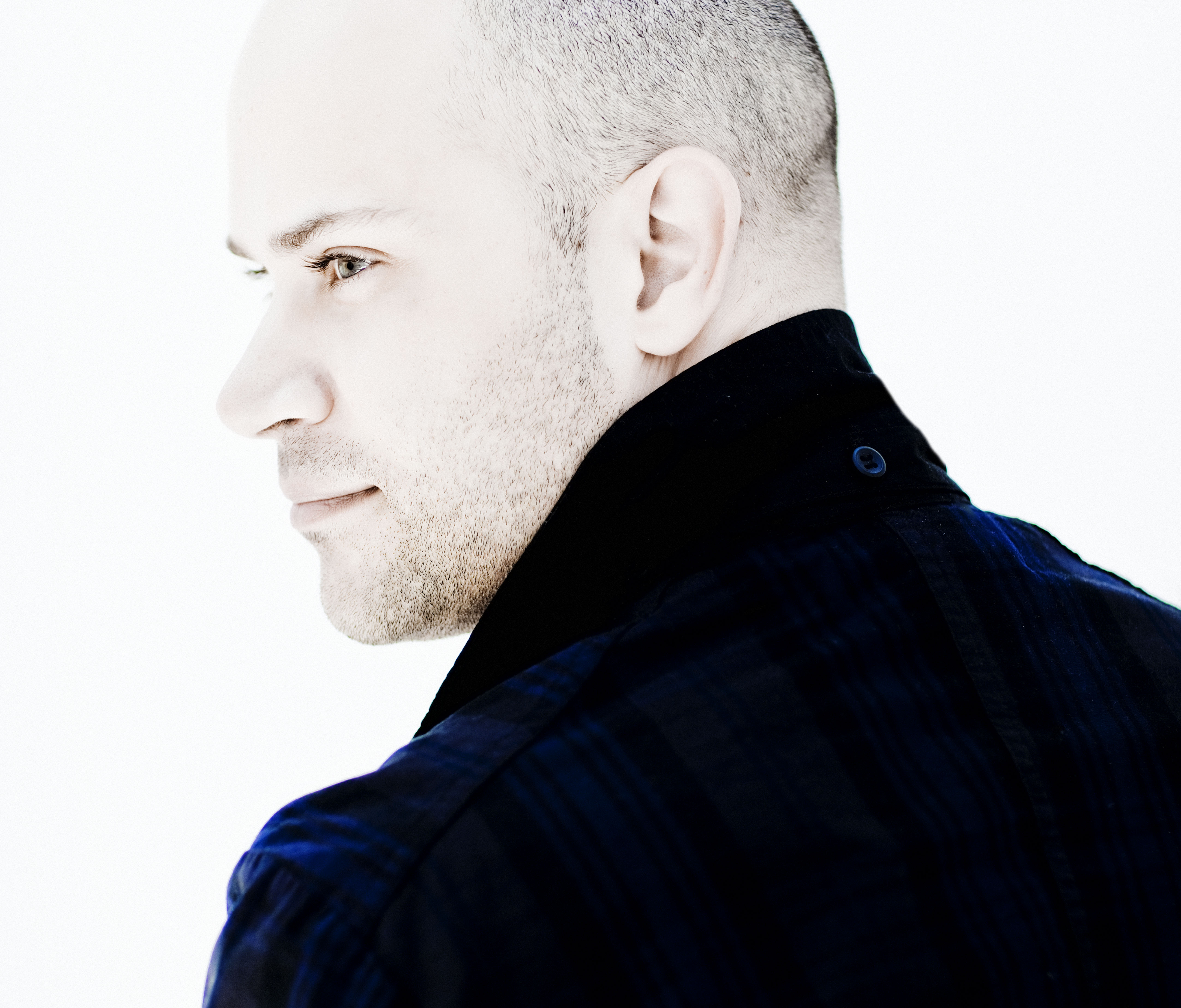
Bejun Mehta (2010)

Bejun Mehta (Laurinburg, 29 juni 1968) is een Amerikaanse contratenor. Zijn vader, pianist Dady Metha, is een neef van de dirigent Zubin Mehta. Zijn moeder is ook een zangeres en zij was zijn eerste zanglerares.
Bejun werd vanaf zijn zevende levensjaar een bekende jongenssopraan die door Leonard Bernstein geprezen werd. In 1983 bracht hij een CD uit op het Delos-label, Bejun. Wat later "brak" zijn stem. Hij ging studeren aan de Yale-universiteit, leerde cello en werkte als producer bij Delos, maar hij bleef hopen op een zangcarrière. Hij probeerde het aanvankelijk als bariton, maar zijn stem bleek van middelmatige kwaliteit. Hij hield het zingen dan maar voor bekeken.
Nadat hij in 1997 een artikel over de contratenor David Daniels had gelezen, wilde hij die zangstem ook eens uitproberen. Al snel bleek dat dit zijn natuurlijk register was en dat hij over een krachtige en flexibele contratenorstem beschikte. Marilyn Horne, die hem als knaap al had gevolgd, bracht hem in contact met een manager en in 1998 maakte Mehta zijn operadebuut in de New York City Opera in de rol van Armindo in Partenope van Georg Friedrich Händel. Twee maanden later mocht hij zelfs invallen voor een zieke David Daniels.
Mehta is ondertussen een van de meest gevraagde contratenoren. Hij heeft opgetreden in de grootste operahuizen en op internationale festivals zoals die van Salzburg, Glyndebourne en de BBC London Proms. In 2005 zong hij de titelrol in Tamerlano van Händel in de Nederlandse Opera. In 2010 vertolkte hij er de rol van Cardenio in Don Chisciotte in Sierra Morena van Francesco Bartolomeo Conti, een uitvoering onder leiding van René Jacobs met de Akademie für Alte Musik Berlin die ook het PSK in Brussel aandeed. Met de pianist Julius Drake brengt hij recitals waarin hij naast het traditionele repertoire voor contratenor ook liederen brengt uit perioden waarin de contratenor niet in de mode was, zoals het midden van de twintigste eeuw.
In november 2010 kwam zijn eerste solo-CD uit op het Harmonia Mundi-label: Ombra Cara, een verzameling opera-aria's van G.F. Händel, met begeleiding van het Freiburger Barockorchester onder René Jacobs (die zijn carrière ook als contratenor begon). De plaat kreeg lovende kritieken, onder meer in De Telegraaf die ze vijf sterren gaf.